# Blasius von Sebaste

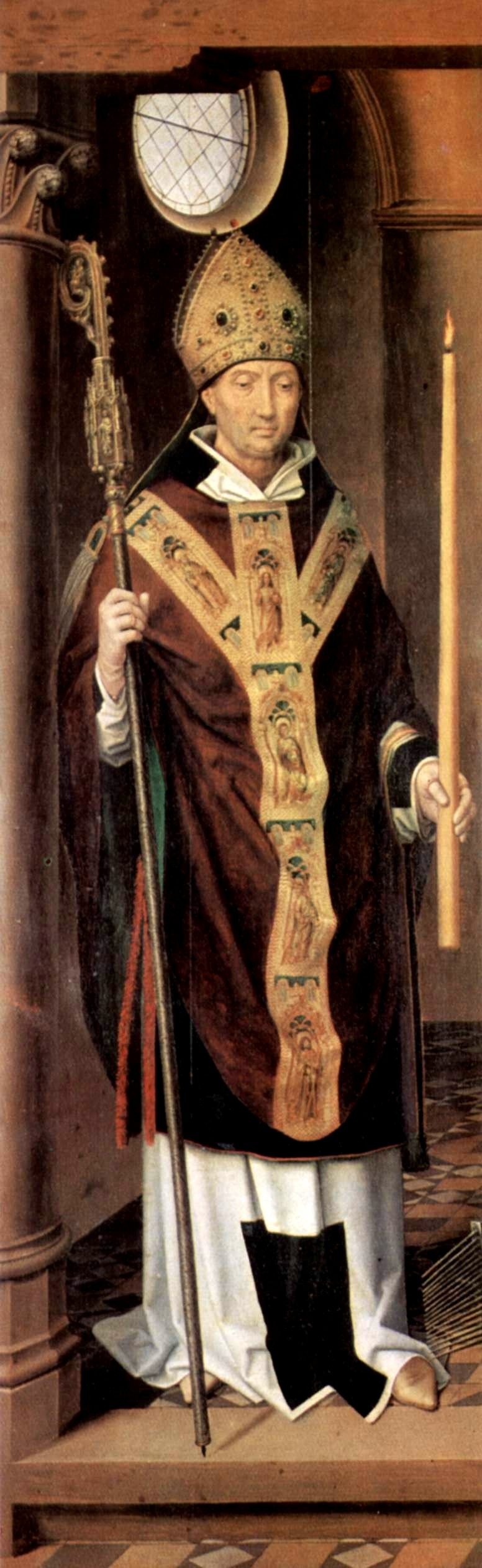
St. Blasius auf einem Altar von Hans Memling (1491) in Lübeck

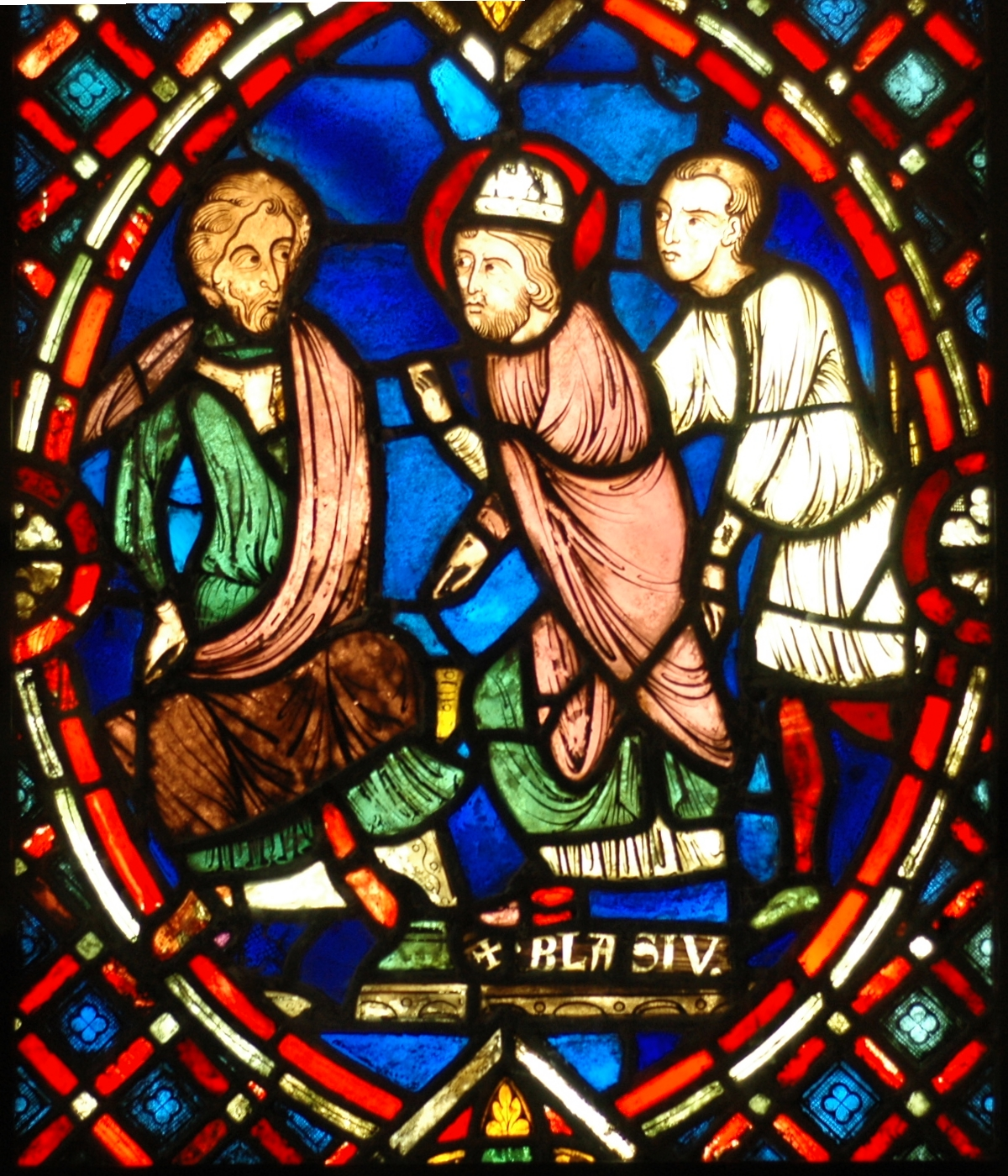
St. Blasius widersteht dem Statthalter – Glasfenster aus dem frühen 13. Jahrhundert

Blasius von Sebaste (griechisch Βλάσιος Blásios; * 3. Jahrhundert; † um 316) war Bischof von Sebaste, der Hauptstadt der römischen Provinz Kleinarmenien (heute Sivas im Nordosten der Türkei). Blasius starb als Märtyrer während einer der Christenverfolgungen im Römischen Reich. In der katholischen und orthodoxen Kirche wird er als Heiliger verehrt und zählt zu den Vierzehn Nothelfern. Sein Gedenktag ist im allgemeinen römischen Kalender der katholischen Kirche der 3. Februar (nichtgebotener Gedenktag), in den orthodoxen Kirchen der 11. Februar.

## Überlieferung
Seine ursprünglich in griechischer Sprache aufgezeichnete Heiligenvita beschreibt sein Leben und sein Martyrium. Zunächst soll er Arzt in Sebaste gewesen sein und wegen seiner unermüdlichen Hilfsbereitschaft gegenüber arm und reich und seiner Toleranz gegenüber Heiden zum Bischof gewählt worden sein. Zahlreiche Legenden erzählen von seinen Heilungen. Die bekannteste darunter ist, dass er während seiner Gefangenschaft in einem römischen Gefängnis einem jungen Mann, der an einer Fischgräte zu ersticken drohte, das Leben rettete. Deshalb wird er gegen Halsleiden angerufen.

### Legende
Bevor er zum Bischof gewählt worden war, floh Blasius während einer Christenverfolgung des Kaisers Licinius in eine Höhle des argeischen Gebirges, wo er mit den Tieren des Waldes lebte, sich um sie kümmerte, wenn sie verletzt waren, und sie aus Fallen befreite. Bei einer Jagd wurde er entdeckt und gefangen genommen. Der Statthalter Agricola versuchte, ihn mit Versprechungen zum Abfall vom Glauben zu bringen. Als Blasius ablehnte, ließ man ihn mit Stöcken schlagen und mit Striegeln oder einem eisernen Wollkamm quälen. 
Nach der Folter fragte ihn der Statthalter:

„Willst du nun unsere Götter anbeten?“

Blasius antwortete:

„Ich fürchte dich nicht. Tu was du willst, aber ich werde meinem Herrn und Gott treu bleiben.“

Da ließ ihn der Statthalter in einen Teich werfen. Blasius schlug das Kreuz über dem Wasser, das fest wie gutes Erdreich wurde, und er stand und rief seinen Peinigern zu:

„Wenn eure Götter wahre Götter sind, so will ich ihre Macht sehen. Gehet her zu mir auf dem Wasser.“

Das versuchten 65 Mann, aber sie ertranken. Vor der Hinrichtung betete Blasius, dass alle, die ein Übel an der Kehle oder sonst ein Siechtum hätten, Erhörung fänden, wenn sie in seinem Namen um Gesundung bäten. Eine Stimme vom Himmel gewährte ihm die Bitte. Mit zwei Gefährten wurde er enthauptet.

## Verehrung
Er gilt auch als Schutzpatron der Ärzte und wird bei Halsleiden angerufen. Ebenso ist er Patron der Weber, Schneider, Wollhändler, Wachszieher, Gerber und Blasmusiker. Er ist ein Vieh- und Wetterpatron. Er ist einer der Vierzehn Nothelfer.
An seinem Gedenktag wird mit zwei gekreuzten oder ineinandergeflochtenen Kerzen der Blasiussegen erteilt.

## Reliquien
Nach der Neugründung des Klosters Rheinau „wurde der Leib des hl. Blasius von Rom nach Rheinau übertragen und verschaffte dem Kloster nicht geringen Ruhm; ein Teil davon wurde 866 oder 870 nach der Albzelle verbracht, aus der sich 100 Jahre später St. Blasien entwickelte.“
Im Jahr 972 brachte man den Kopf des hl. Blasius als wertvolle Reliquie nach Dubrovnik in Kroatien, wo sie sich, in Gold gefasst, mit weiteren Reliquien (beide Arme, ein Bein und eine Halsreliquie) im Dommuseum befindet. Der hl. Blasius ist Schutzpatron der Stadt.
Mehrere Orte und eine Vielzahl von Kirchen und Hospitälern tragen seinen Namen – neben Sankt Blasien im südlichen Schwarzwald auch L’Hôpital-Saint-Blaise in den französischen Pyrenäen und San Blas an der Pazifikküste Mexikos. In Würzburg gibt es eine Blasiusgasse.

## Darstellung
Der hl. Blasius wird häufig im Gewand eines Bischofs mit Stab und Mitra mit zwei gekreuzten oder ineinandergeflochtenen Kerzen dargestellt. 
Er ist so auch im rechten Obereck des Wappens von Zella-Mehlis zu finden. 
Die Kerze geht auf folgende Legende zurück: Ein Wolf verschleppte einst das Schwein einer armen Frau. Durch Blasius’ Gebet erhielt die Frau das Schwein zurück. Zum Dank brachte sie Kopf und Füße des Schweins mit Früchten und einer Kerze zu Blasius.

## Wetterregeln
- St. Blasius stößt dem Winter die Hörner ab.
- Wenn an seinem Gedenktag schönes Wetter ist, gibt es eine gute Weinernte.